# Accessori del sigaro
Gli accessori del sigaro sono gli oggetti usati per fumare. A differenza della sigaretta che si caratterizza per la sua fumata veloce, rapida e che richiede poca attenzione, il sigaro è un oggetto che necessita di molto più tempo e molta più cura. Anche per questo si definisce il fumo di sigari "fumo lento". 

## Accessori per tagliare il sigaro

### Ghigliottina

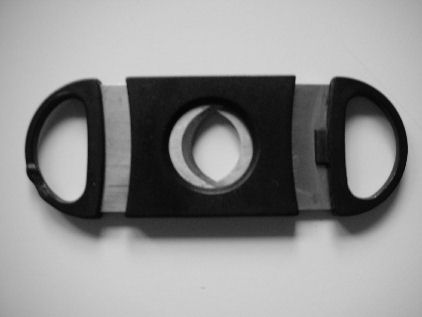
Ghigliottina per sigari a doppia lama

È certamente il metodo più diffuso, ed è anche quello più semplice: la lama permette infatti il taglio netto della testa del sigaro. Esistono ghigliottine a due lame (ritenute più precise ed efficaci) ed a una lama. Pur essendo senza dubbio il sistema più utilizzato esso può presentare qualche problema nei sigari di grosso calibro, accentuando o anche rendendo più difficoltoso il tiraggio.

### Bucasigari

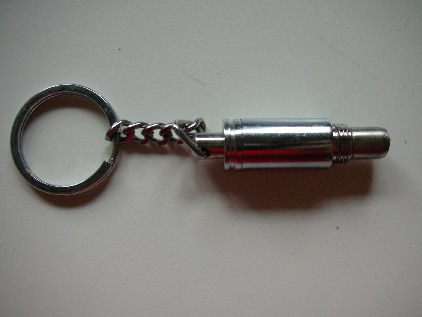
Bucasigari

È il secondo metodo più diffuso. Esso consiste nell'avvitare uno strumento di piccolo diametro alla testa del sigaro in modo da praticare un piccolo foro alla sua capa o foglia di rivestimento. È molto utilizzato nei sigari di grosso calibro.

### Forbici per sigari
Assomigliano certamente più alla ghigliottina che al bucasigari per pregi e difetti. Se di buona qualità è molto più costosa della ghigliottina ma certamente più precisa ed affidabile.

## Accessori per l'accensione del sigaro

### Accendino
Anche in questo caso, la maggiore versatilità, praticità e velocità rende l'accendino la scelta più diffusa dai fumatori di sigari. È buona norma utilizzare per accendere un sigaro solo quelli a gas butano, per via della sua mancanza di odore e sono invece sconsigliati quelli a benzina per via del loro forte odore. Si possono utilizzare quindi i classici accendini da sigaretta oppure i più adatti accendini di tipo jet-flame, detti anche accendini antivento. Questi ultimi permettono un'accensione rapida ed anche nelle situazioni all'aperto.

### Fiammifero
Diversamente dall'accendino il fiammifero permette un'accensione probabilmente più affascinante ma certamente meno pratica e più dispendiosa. In ogni caso sono sempre da preferire quelli abbastanza lunghi ed ovviamente di legno, non i cerini.

## Portasigari
Per poter portare con sé un sigaro non è possibile prenderlo e semplicemente metterselo in tasca. Ciò in quanto esso è un prodotto artigianale che deve sempre restare in un ambiente con umidità tra il 65% ed il 75%. Pochi minuti in un ambiente secco potrebbero pregiudicare la fumata successiva. Per questo ogni fumatore lento deve dotarsi di un portasigari. 

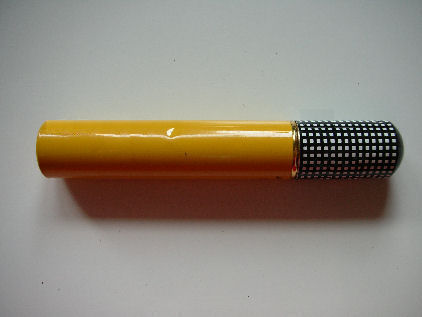
Tubo in alluminio portasigari

Attualmente numerosi sigari, sia avana sia extracubani, vengono venduti in tubos di alluminio con all'interno uno strato di legno di cedro, questo perché il cedro è igroscopico ed impedisce che il sigaro possa seccarsi. Tale soluzione garantisce una tenuta dell'umidità all'interno del tubo per diversi giorni. Anche per questo i tubi sono frequentemente riutilizzati dagli appassionati.

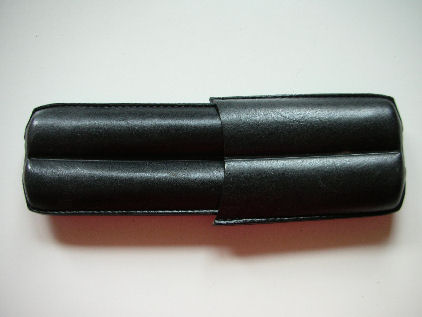
Portasigari doppio in cuoio

Tuttavia, ogni tubo è adatto a portare un solo tipo di sigaro (o vitola). Anche per questo sono molto utilizzati portasigari in cuoio (magari anche doppi) che possono contenere ogni tipo di sigaro. Va detto che però mancando l'effetto igroscopico del cedro, i sigari tenuti in questi portasigari devono essere fumati entro poche ore.